# Niebuszewo-Bolinko
Niebuszewo-Bolinko – osiedle administracyjne Szczecina, będące jednostką pomocniczą miasta, położone w Śródmieściu. Według danych z 2022 r. na osiedlu mieszkało 19 016 osób.
Osiedle składa się z części miasta Bolinko (niem. Grünhof) oraz południowej części Niebuszewa. Na terenie Bolinka znajduje się spółdzielcze osiedle Piastowskie.
W latach 1955–1976 część obszaru dzisiejszego Niebuszewa-Bolinka zajmowało osiedle Niebuszewo I.

## Położenie
Graniczy z osiedlami: Niebuszewo (od północy), Drzetowo-Grabowo (od wschodu), Śródmieście-Północ (od południa), Łękno (od południowego zachodu) i Arkońskie-Niemierzyn (od północnego zachodu). Granice osiedla stanowią w przybliżeniu: ul. Pawła VI, linia kolejowa nr 406, ul. Emilii Sczanieckiej, ul. Emilii Plater, ul. Stanisława Staszica, rondo Giedroycia, północno-wschodnie ogrodzenie 109. Szpitala Wojskowego, ul. Juliusza Słowackiego.

## Historia
W połowie XIX wieku na skutek rozwoju przemysłu w Szczecinie zaczęto zabudowywać leżący wówczas poza granicami miasta rejon dzisiejszych ulic Wyzwolenia, Krasińskiego i Janosika, należący dziś do osiedla Niebuszewo-Bolinko. Nowemu osiedlu nadano nazwę Grünhof (pol. Zielony Dwór). Brak organu administracyjnego doprowadził do upadku osiedla, które w 1859 roku włączono w granice miasta. Po tym wydarzeniu osiedle zaczęło się rozwijać – wybudowano fabrykę maszyn do szycia i rowerów Stoewer, fabrykę asfaltu i papy, fabrykę waty, browary, gazownię miejską przy ul. Boguchwały. W latach 1926–1936 w północnej części osiedla powstał zespół kilkupiętrowych, modernistycznych budynków mieszkalnych dla średniozamożnych rodzin. W 1927 r. powstała jednotorowa uliczna pętla tramwajowa nieopodal wzniesionego w tym samym roku dworca kolejowego. Znaczna część osiedla została zrujnowana w okresie II wojny światowej.
W 1945 na skutek niejasnej sytuacji administracyjnej Szczecina, niemieckie rodziny zaczęły z powrotem zasiedlać opustoszałe budynki osiedla. Zorganizowano własną administrację i wybrano burmistrza. Po przekazaniu Szczecina administracji polskiej rozpoczęto wysiedlanie ludności niemieckiej. W jej miejsce od 1946 napływała ludność żydowska, której większość wyjechała ze Szczecina do 1958 roku.
Obszary zniszczone w czasie II wojny światowej zostały po wojnie zabudowane blokami oraz wieżowcami z wielkiej płyty – jednym z takich osiedli jest Osiedle Piastowskie wznoszące się przy ul. Ofiar Oświęcimia oraz przyległych ulicach. Najwięcej przedwojennej zabudowy ocalało w północno-zachodniej części osiedla. W części południowej i wschodniej zachowało się mniej zabudowy przedwojennej, są to w większości kamienice. W 2001 roku miała miejsce przebudowa skrzyżowania ulic Staszica, Piotra Skargi, Wyzwolenia, Kołłątaja – miejsce styku ulic przebudowano na rondo, które nazwano imieniem Jerzego Giedroycia.

## Zabudowa
Część zachodnia osiedla jest słabo zabudowana. Na jej obszarze zlokalizowane są: Ogród Dendrologiczny im. Stefana Kownasa, park im. Jacka Karpińskiego, ROD Niemierzyn, Muzeum Techniki i Komunikacji, Technopark Pomerania.
Część centralna osiedla zabudowana jest kamienicami i blokami. W obrębie ulic: Krasińskiego, Niemcewicza, Długosza, Świętej Barbary, Kołłątaja, Naruszewicza, Ejsmonda, Reja, Heleny, Rodziewiczówny, Orzeszkowej, Asnyka, Karpińskiego, Kadłubka, Boguchwały wznoszą się modernistyczne bloki mieszkalne z lat 20. i 30. XX wieku.
Część wschodnią osiedla tworzy powojenne osiedle Piastowskie. Osiedle zlokalizowane jest w rejonie ulic: Ofiar Oświęcimia, Kazimierza Królewicza, Rynkowej, Świętego Marcina, Dembowskiego, Cegielskiego oraz Cyryla i Metodego.
Na terenie osiedla znajdują się m.in. następujące obiekty zabytkowe:
- Muzeum Techniki i Komunikacji (dawniej zajezdnia tramwajowa Niemierzyn);
- budynek pofabryczny przy ul. Długosza 23;
- budynki fabryki Stoewera, ul. Krasińskiego 10-11;
- kościół Najświętszego Zbawiciela, ul. Słowackiego 1a;
- dworzec Szczecin Niebuszewo wraz z budynkami mieszkalnymi kolejarzy, wiatą peronową i placem przydworcowym, ul. Orzeszkowej 28, 28a, 28b;
- willa przy ul. Słowackiego 3 wraz z ogrodem;
- kamienica przy ul. Niemierzyńskiej 18a, dawna szwalnia mundurów dla motorniczych;
- szkoła przy ul. Niemierzyńskiej 17a.

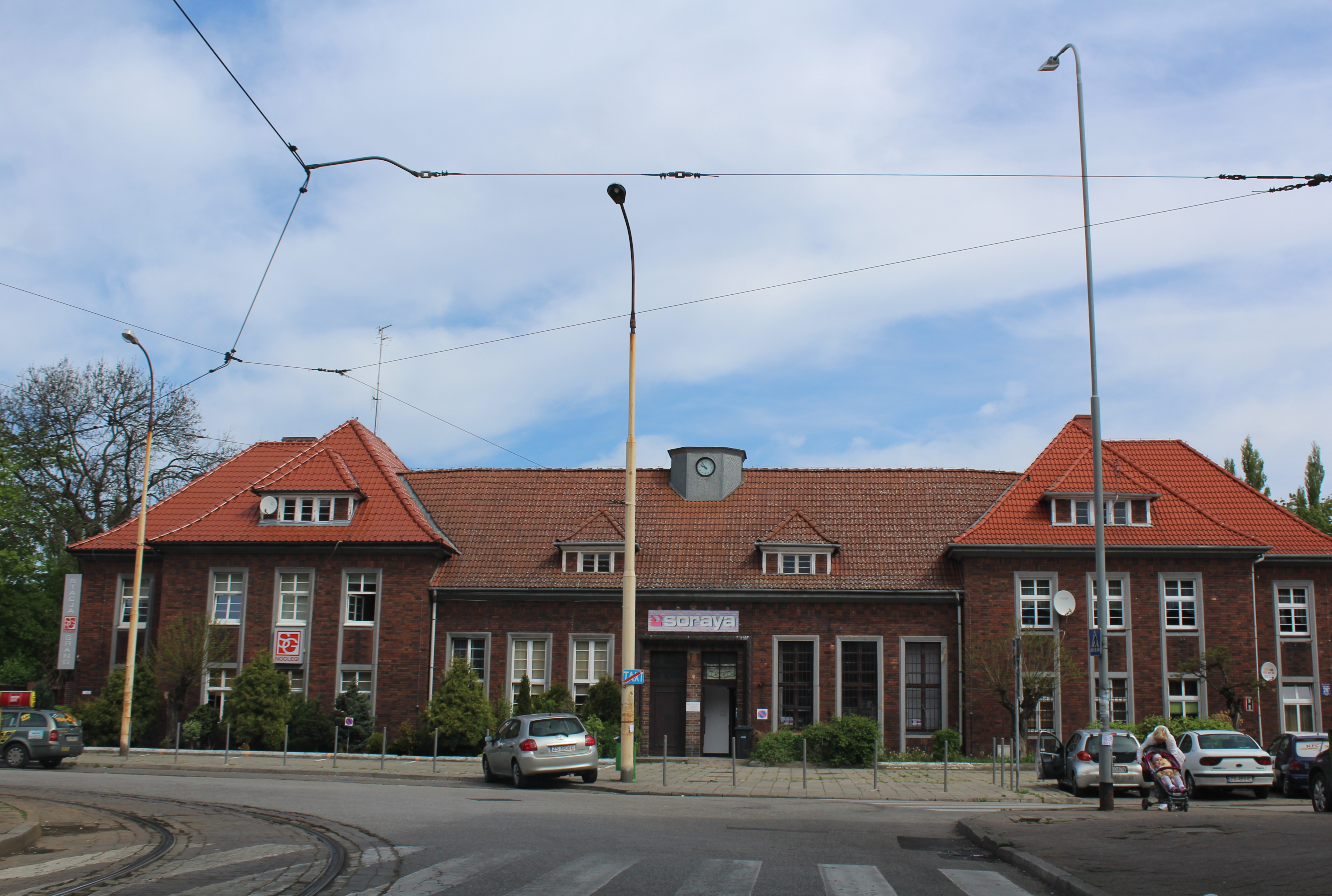
Dworzec Szczecin Niebuszewo
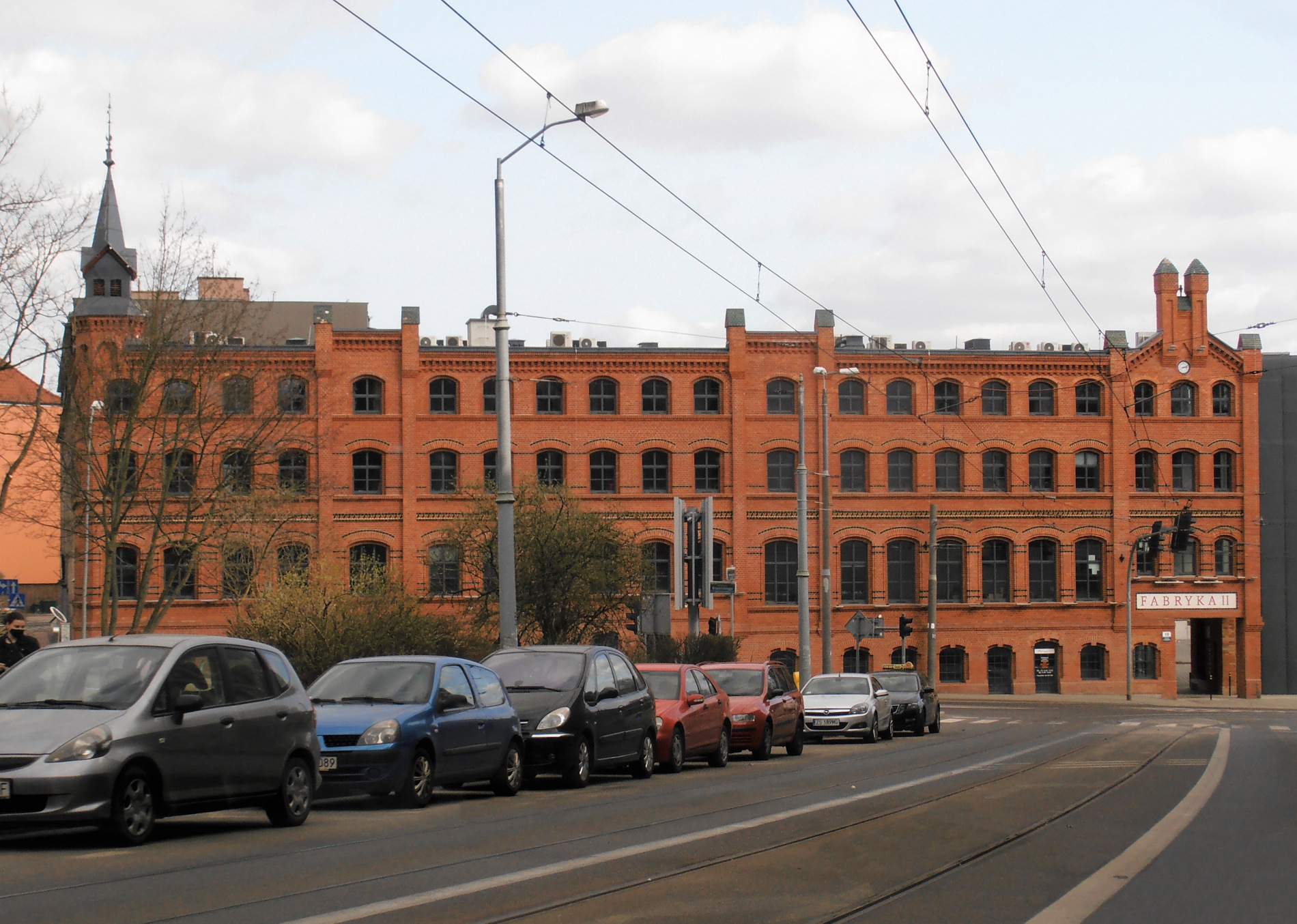
Fabryka II, dawny budynek fabryki Stoewera
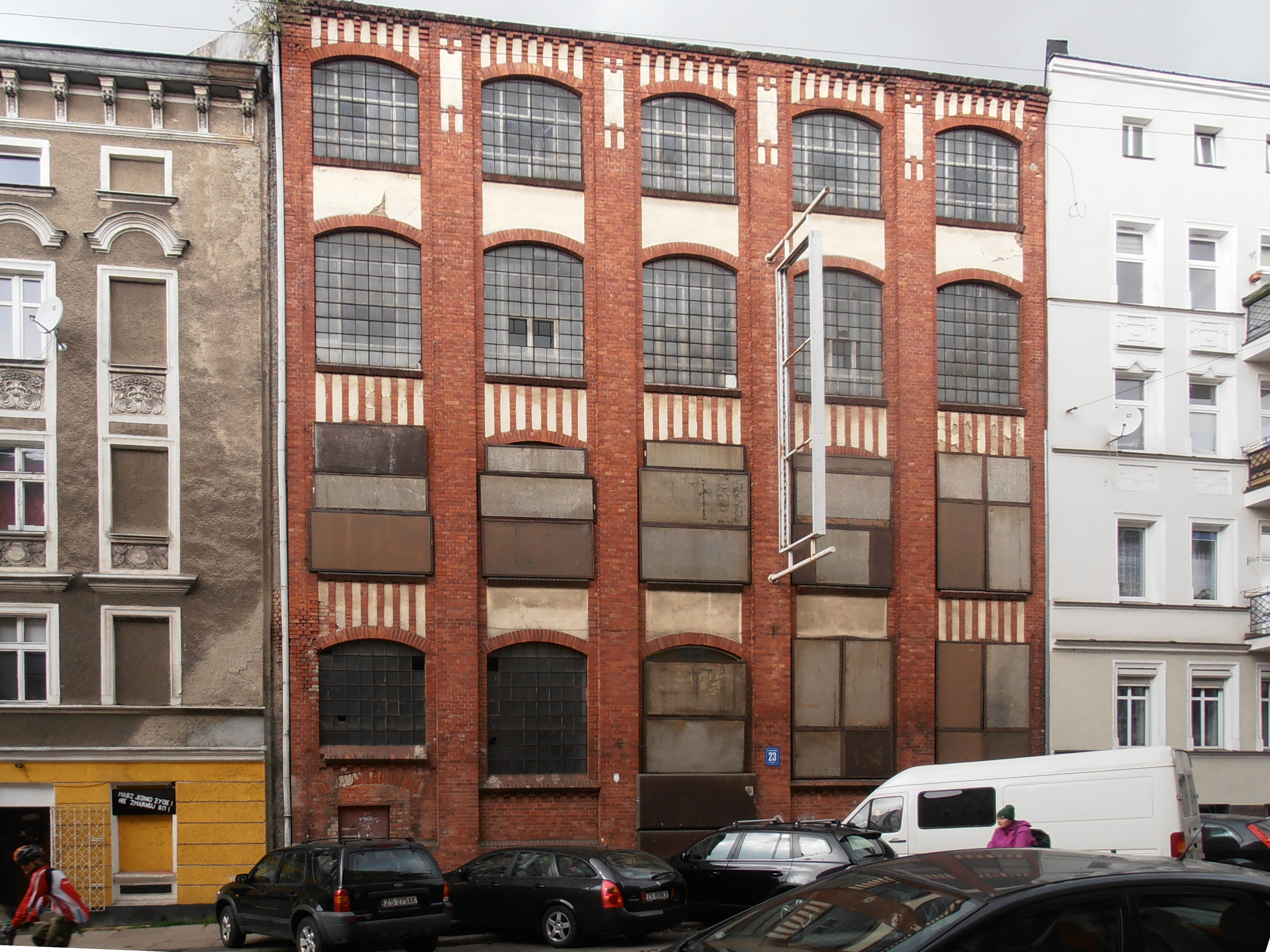
Budynek pofabryczny przy ul. Długosza 23
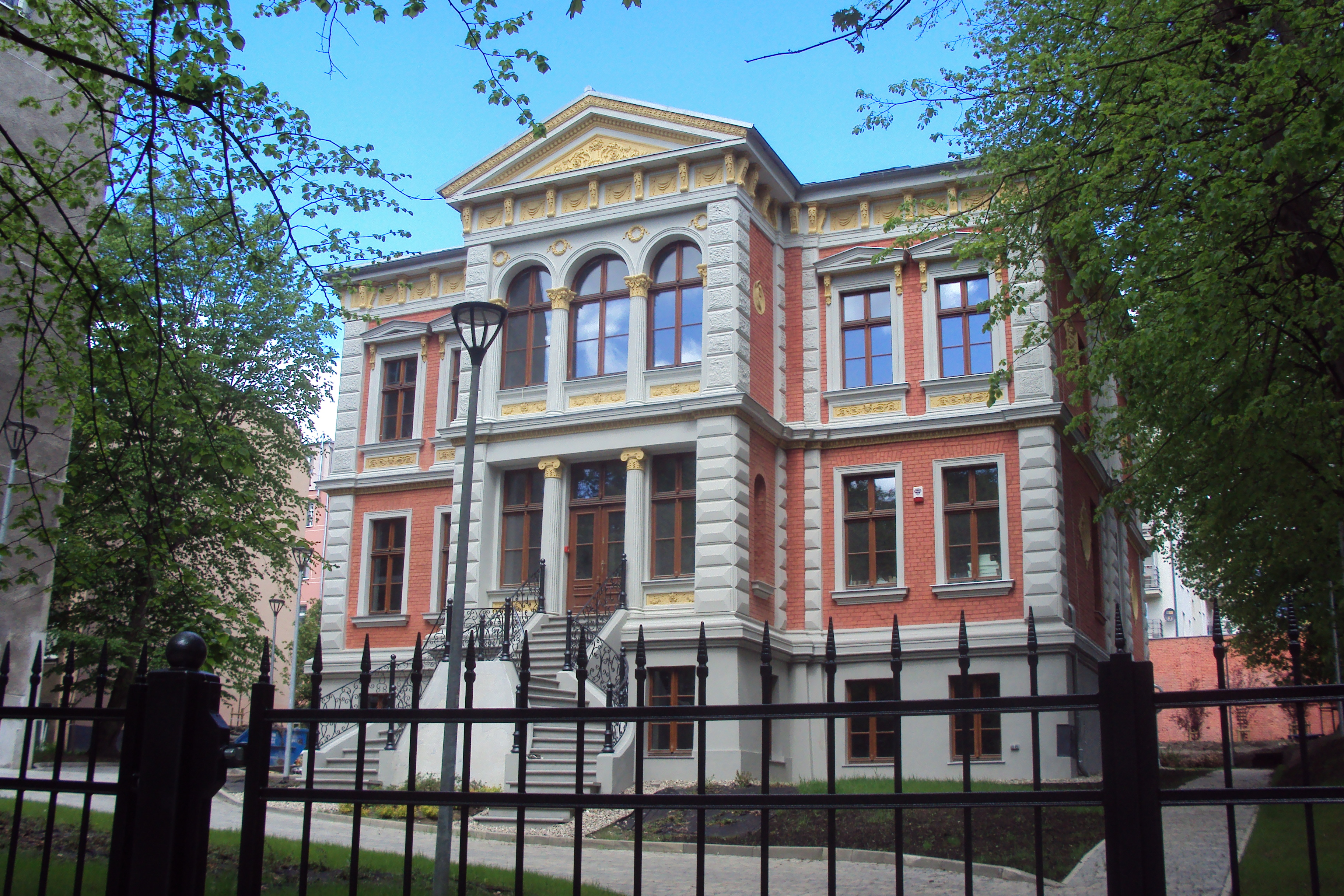
Willa Willy’ego Nelle przy ul. Słowackiego 3

## Edukacja
Stan z maja 2021 r.:
- Wydział Kształtowania Środowiska i Rolnictwa ZUT-u w Szczecinie, ul. Juliusza Słowackiego 7[13];
- Wydział Teologiczny Uniwersytetu Szczecińskiego, ul. Papieża Pawła VI 2[14];
- Arcybiskupie Wyższe Seminarium Duchowne, ul. Papieża Pawła VI 2[15];
- Technikum Technologii Cyfrowych, ul. Niemierzyńska 17[16];
- Technikum Elektryczno-Elektroniczne, ul. Księcia Racibora 60-61[17];
- Przedszkole Publiczne nr 64, ul. Księcia Barnima III Wielkiego 46[18];
- Szkoła Podstawowa nr 10 im. Leonida Teligi, ul. Kazimierza Królewicza 63[19];
- Szkoła Podstawowa nr 41 z Oddziałami Integracyjnymi im. Maksymiliana Golisza, ul. Świętych Cyryla i Metodego 43[20];
- Szkoła Podstawowa nr 69 im. mjr. Henryka Sucharskiego, ul. Jana Zamoyskiego 2[21];
- Przedszkole Publiczne nr 67, ul. Hipolita Cegielskiego 9[22];
- Żłobek nr 5, ul. Kazimierza Królewicza 61[23].

## Kultura
- Muzeum Techniki i Komunikacji, ul. Niemierzyńska 18a[24];
- Miejska Biblioteka Publiczna – filia nr 4, ul. Księcia Barnima II Wielkiego 25[25];
- Miejska Biblioteka Publiczna – filia nr 12, ul. Świętego Marcina 1[25].

## Transport publiczny
Przez obszar Niebuszewa-Bolinka przebiegają cztery linie tramwajowe: 2, 3, 10 oraz 12. Tramwaje linii 2 oraz 12 kończą swój bieg na jednotorowej ulicznej pętli tramwajowej „Dworzec Niebuszewo”. Oprócz tego przez teren osiedla przebiegają linie autobusowe, z których część rozpoczyna swój bieg na pętli Kołłątaja, zlokalizowanej przy rondzie Giedroycia.
W ramach projektu Szczecińskiej Kolei Metropolitalnej dworzec Szczecin Niebuszewo ma się stać stacją początkową dla linii do Gryfina, Stargardu i Goleniowa oraz stacją końcową dla linii do Polic.

## Wykaz ulic i placów

### Istniejące ulice i place
Wykaz istniejących ulic i placów położonych na obszarze szczecińskiego osiedla Łękno. Nazwy niemieckie zaczerpnięto z planu miasta Szczecina z 1937 r.
| Nazwa                               | Dawne nazwy               |
| ----------------------------------- | ------------------------- |
| Adama Asnyka                        | Erichstraße               |
| Boguchwały                          | Jasenitzer Straße         |
| Bronisławy                          | Weidenstraße              |
| Bronisławy                          | Elsenstraße               |
| Hipolita Cegielskiego               | Albertstraße              |
| Cyfrowa                             | powstała po 1945          |
| Edwarda Dembowskiego                | Fabrikstraße              |
| Edwarda Dembowskiego                | Jędrzeja Moraczewskiego   |
| Księdza Jana Długosza               | Adolfstraße               |
| Juliana Ejsmonda                    | Lübecker Straße           |
| Gdyńska                             | Gotenhafener Straße       |
| rondo im. Jerzego Giedroycia        | powstało po 1945          |
| Heleny                              | Bremer Straße             |
| Błogosławionego Wincentego Kadłubka | Pölitzer Straße           |
| Błogosławionego Wincentego Kadłubka | Zabelsdorfer Straße       |
| Franciszka Karpińskiego             | Kieler Straße             |
| Kazimierza Królewicza               | Ulrichstraße              |
| Kazimierza Królewicza               | Bławatna                  |
| Księdza Hugona Kołłątaja            | Friedebornstraße          |
| Krasińskiego                        | Warsower Straße           |
| Księcia Barnima III Wielkiego       | Johannisberg              |
| Księcia Racibora                    | Königgratzer Straße       |
| Teofila Lenartowicza                | Kallmeyerstraße           |
| Księdza Biskupa Adama Naruszewicza  | Stoewerstraße             |
| Nieduża                             | powstała po 1945          |
| Juliana Ursyna Niemcewicza          | Elysiumstraße             |
| Niemierzyńska                       | Nemitzer Straße           |
| Niemierzyńska                       | Wilsona                   |
| Niemierzyńska                       | Rewolucji Październikowej |
| skwer im. Jacka Nieżychowskiego     | Schmuckplatz              |
| Ofiar Oświęcimia                    | Pölitzer Straße           |
| Ofiar Oświęcimia                    | Heinrichstraße            |
| Ofiar Oświęcimia                    | Piusa XI                  |
| Elizy Orzeszkowej                   | Schwartzkopfstraße        |
| Papieża Pawła VI                    | Weg nach der Mühlenstraße |
| Papieża Pawła VI                    | Akademicka                |
| Emilii Plater                       | Lange Straße              |
| Mikołaja Reja                       | Hamburger Straße          |
| Marii Rodziewiczówny                | Königsberger Straße       |
| Rynkowa                             | Marktstraße               |
| Księdza Piotra Skargi               | Roonstraße                |
| Księdza Stanisława Staszica         | Grenzstraße               |
| rondo Sybiraków                     | powstało po 1945          |
| Juliusza Słowackiego                | Mühlenstraße              |
| aleja Wyzwolenia                    | Pölitzerstraße            |
| aleja Wyzwolenia                    | Jaromira                  |
| Zaciszna                            | Alte Roonstraße           |
| Jana Zamoyskiego                    | Messenthiner Straße       |
| Świętego Marcina                    | Martinstraße              |
| Świętego Łukasza                    | Schulgang                 |
| Świętego Łukasza                    | Lukasstraße               |
| Świętej Barbary                     | Dorotheenstraße           |
| Świętych Cyryla i Metodego          | Feldstraße                |
| Jana Żupańskiego                    | Schnellstraße             |

### Nieistniejące ulice i place

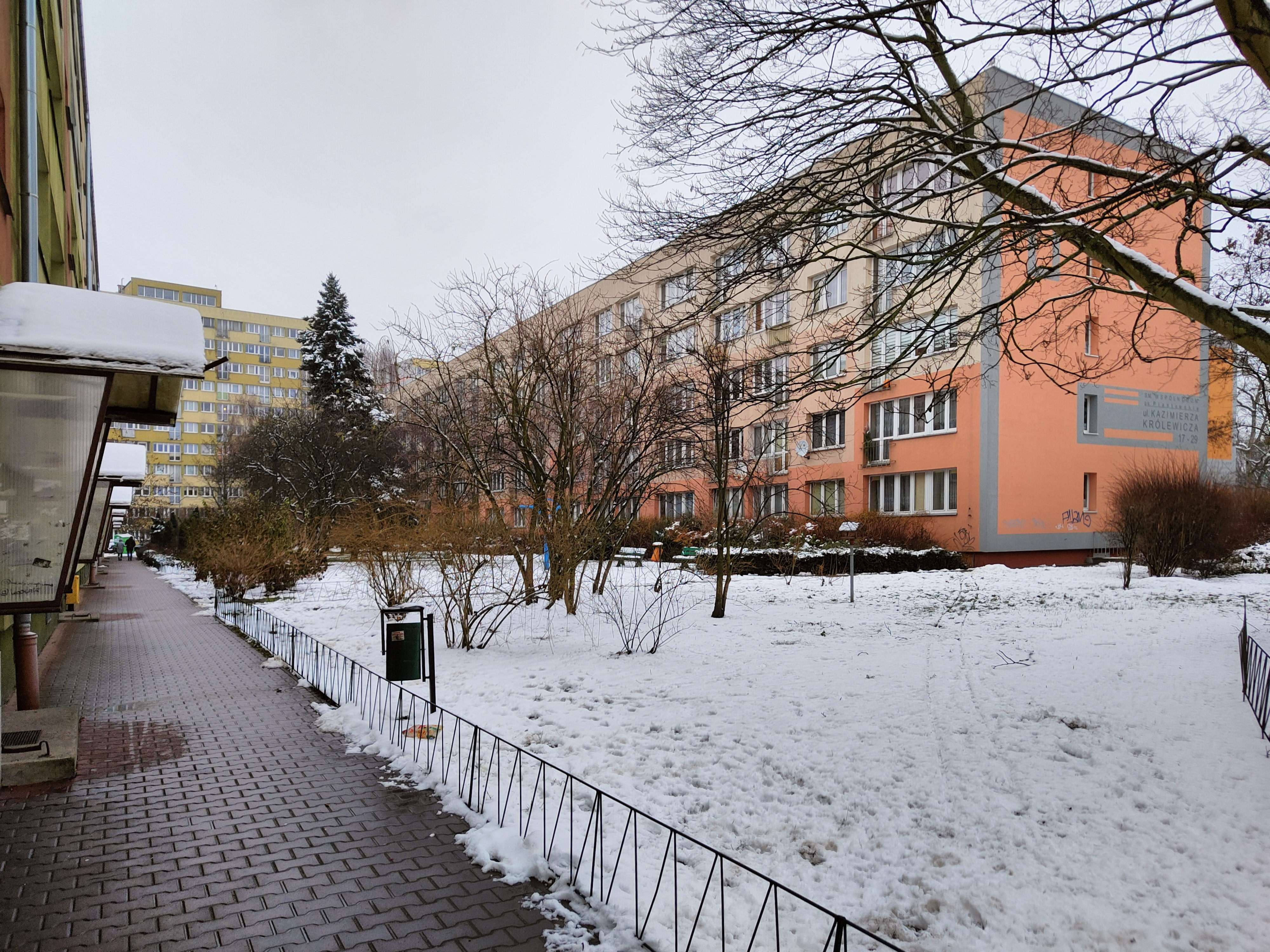
Obszar nieistniejącej ul. Świętego Jana Kantego

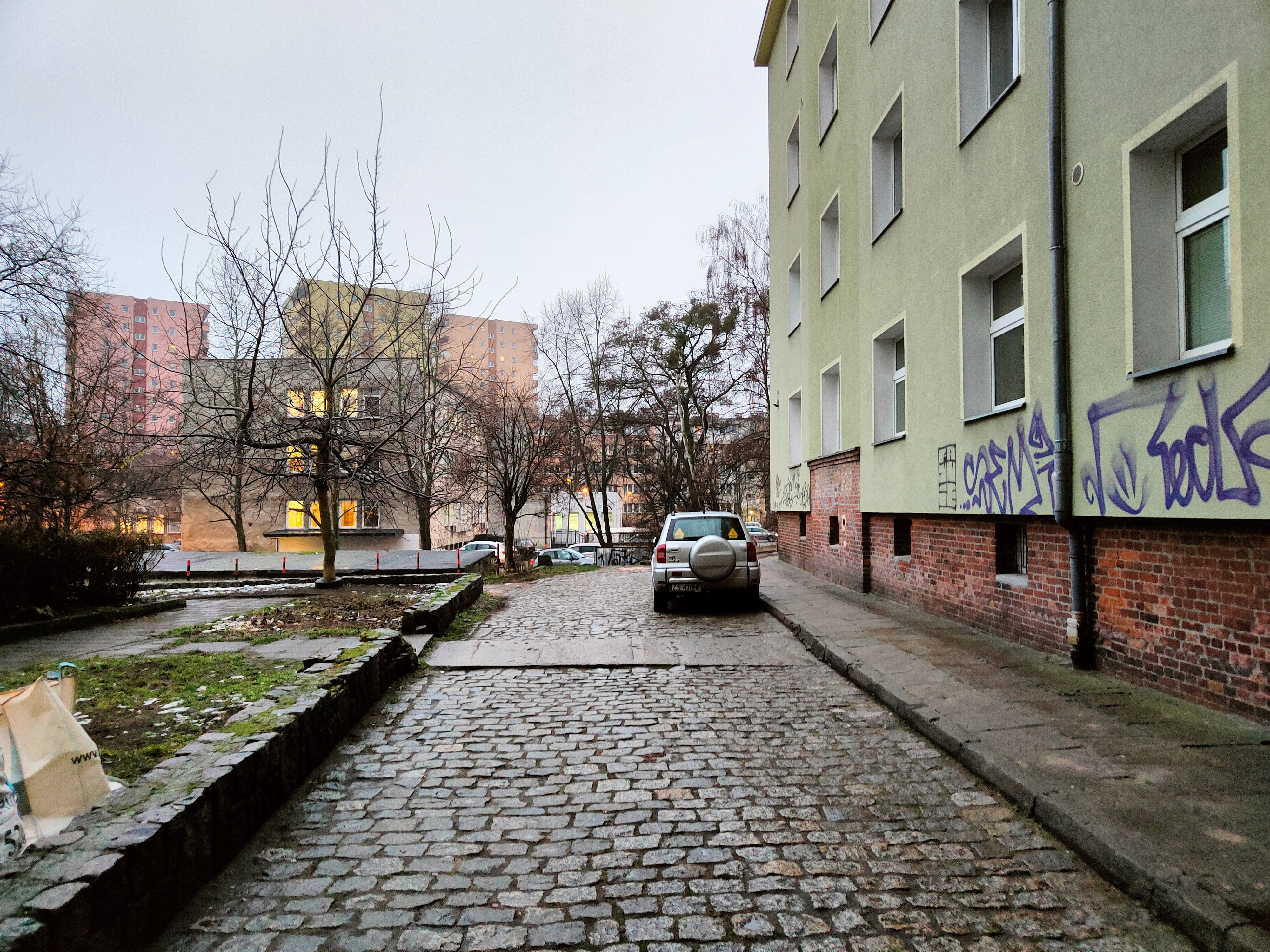
Północny fragment dawnej ul. Łęczyckiej

Nieistniejące obecnie ulice położone były w południowo-wschodniej części osiedla.
- Gołębia (Taubenstraße) – współcześnie alejka na skwerze Jacka Nieżychowskiego i chodnik od ulicy Świętej Barbary do Hali Piastowskiej[29].
- Świętego Jana Kantego (Auguststraße) – współcześnie na jej miejscu stoi wieżowiec nr 16 przy ul. Ofiar Oświęcimia.
- Krynicka (Rosenstraße) – współcześnie chodnik między blokami przy ul. Ofiar Oświęcimia 16 i 18.
- Mała (Kurzestraße) – boczna do ulicy Świętego Łukasza[28]; współcześnie na jej miejscu znajduje się niezagospodarowany plac.
- Radłowa (Oststraße) – współcześnie chodnik przed wejściem do Szkoły Podstawowej nr 11 przy ul. Emilii Plater.
- Skośna (Linksstraße) – współcześnie teren boiska przy Internacie Zespołu Szkół Elektryczno-Elektronicznych przy ul. Księcia Racibora 60-61.
- Ślepa (Robertstraße) – łączyła ul. Cyryla i Metodego z ul. Krynicką[28]. Współcześnie na jej miejscu blok przy ul. Cyryla i Metodego 11-17.
- Łęczycka (Scholwinerstraße) – łączyła ul. Boguchwały z ul. Kadłubka[28]. Współcześnie część północna zdegradowana do roli dojazdu na podwórze bloku przy ul. Boguchwały 25-26, a południowa to dojazd na parking przychodni lekarskiej przy ul. Kadłubka.
- Nordstraße – łączyła ul. Księżnej Salomei z nieistniejącym odcinkiem ulicy 1 Maja[28]. Współcześnie północna część ulicy to droga gruntowa między ul. Emilii Plater a ul. Kazimierza Królewicza, a południowa, od ul. Emilii Plater do ul. Księżnej Salomei, to część ul. Majora Władysława Raginisa.

## Samorząd mieszkańców
Rada Osiedla Niebuszewo-Bolinko liczy 21 członków. W wyborach do rad osiedli 20 maja 2007 roku udział wzięło 389 głosujących, co stanowiło frekwencję na poziomie 1,97%. W wyborach do rady osiedla 13 kwietnia 2003 udział wzięło 417 głosujących, co stanowiło frekwencję 2,07%.
Samorząd osiedla Niebuszewo-Bolinko został ustanowiony w 1990 roku.

## Zdjęcia

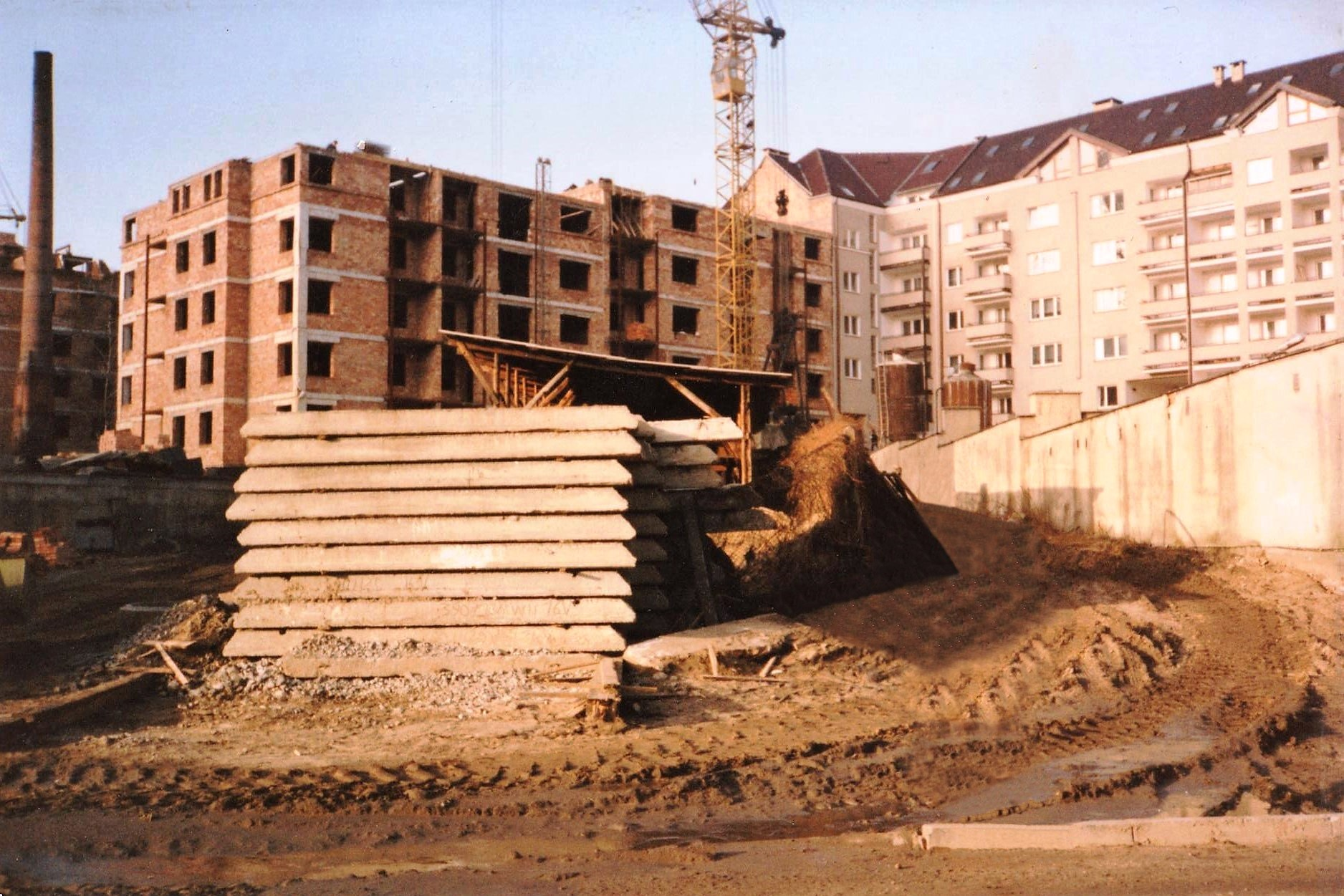
Budowa osiedla mieszkaniowego na Niebuszewie-Bolinku, 1993 r.
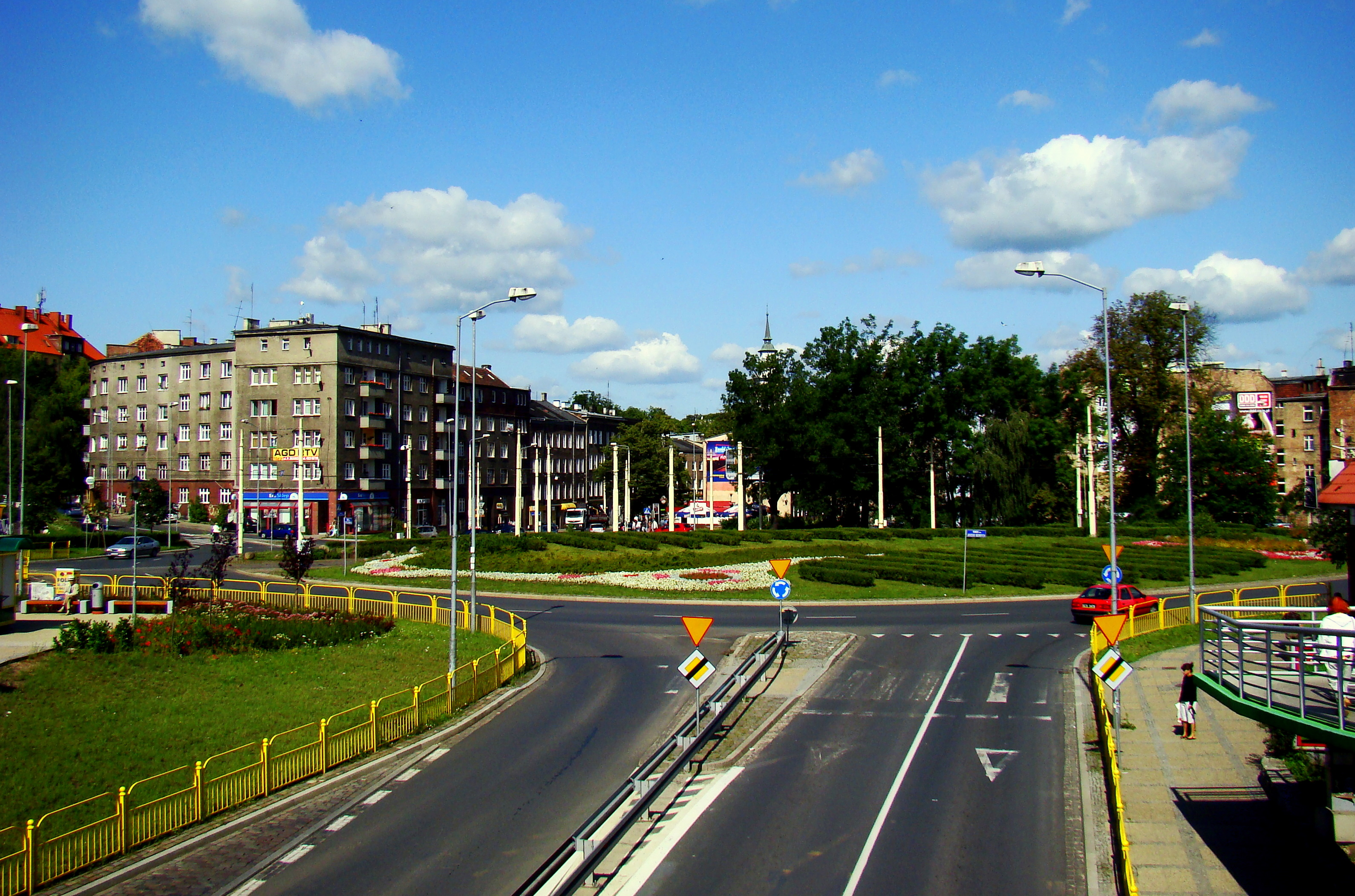
Rondo im. Jerzego Giedroycia
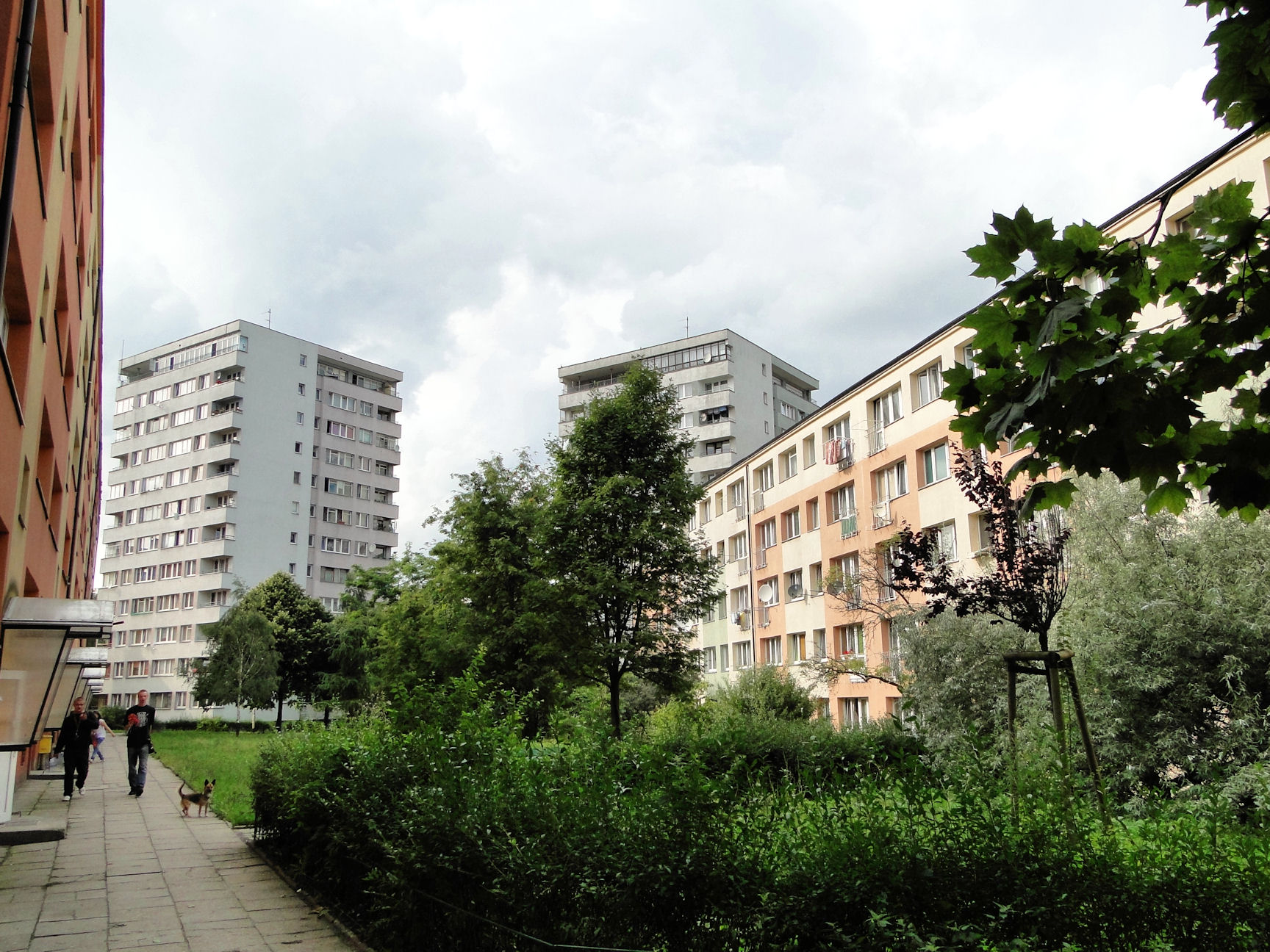
Bolinko – Osiedle Piastowskie
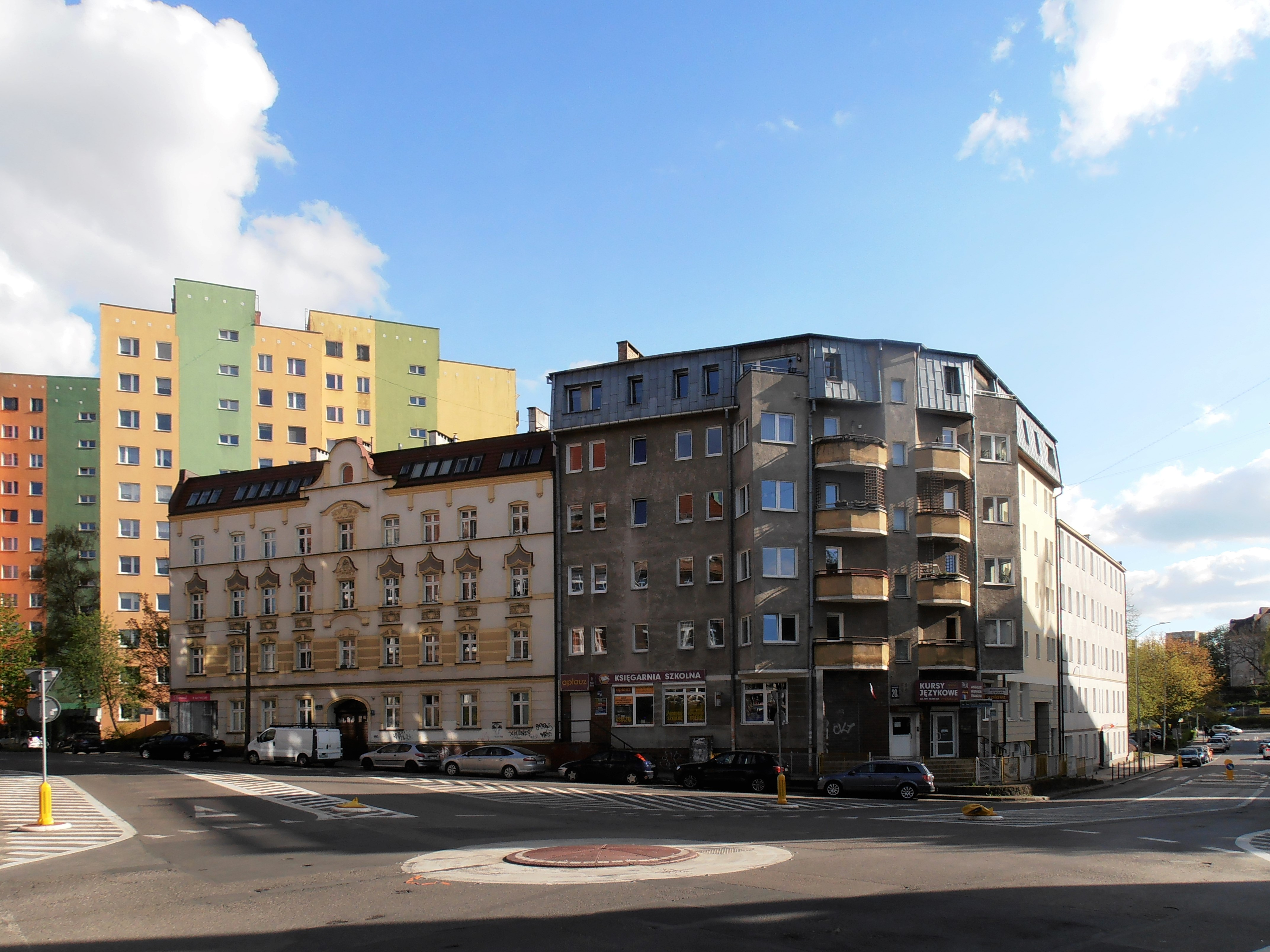
Różnorodna zabudowa osiedla przy ul. Cyryla i Metodego
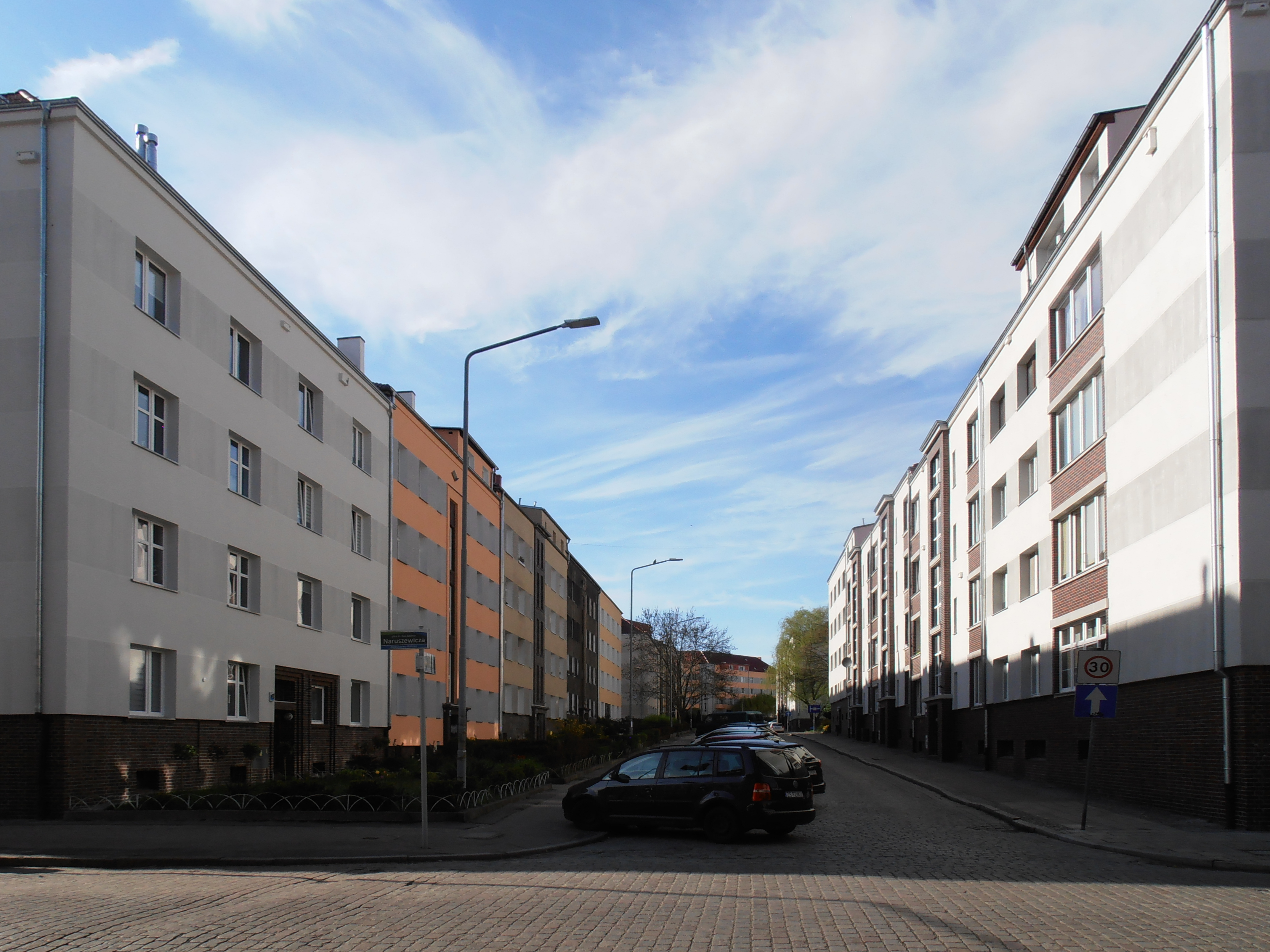
Modernistyczne bloki przy ul. Mikołaja Reja
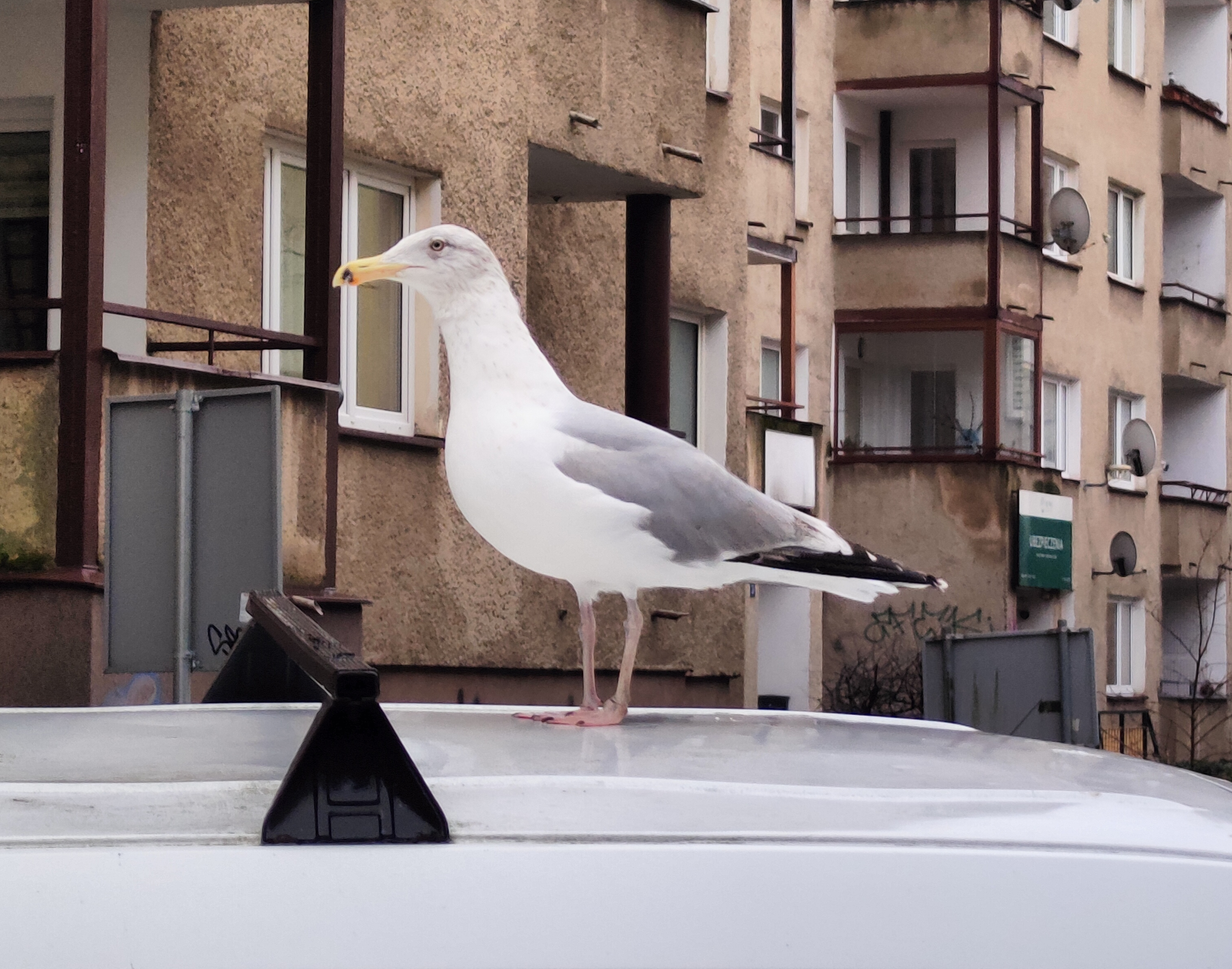
Mewa srebrzysta na ulicy Boguchwały